# Brittany Bock
Brittany Christine Bock, mais conhecida como Brittany Bock (Naperville, 11 de abril de 1987), é uma futebolista estadunidense que atua como zagueira. Atualmente, joga pelo Los Angeles Sol.